# Philipp Ludwig Hermann Röder
Philipp Ludwig Hermann Röder (* 21. Oktober 1755 in Stuttgart; † 31. März 1831 in Walheim) war ein württembergischer evangelischer Geistlicher und Reiseschriftsteller.

## Leben
Nach dem Abschluss seines Studiums (Theologie, Philosophie) am Tübinger Stift 1778 bekleidete Röder zunächst Vikarstellen in Lienzingen, Maulbronn und Löchgau, bevor er 1790 Diakon in Marbach am Neckar und 1799 Pfarrer in Tamm wurde. 1811 wurde er Pfarrer in Walheim.
Röder verfasste aus der Sicht der Aufklärung eine ganze Reihe von historisch-geographischen Beschreibungen. Sein anonym erschienenes Hauptwerk ist das Lexikon von Schwaben (Ulm 1791/7).

## Werke (Auswahl)
Die Schriften wurden teilweise anonym veröffentlicht.
- Neueste Kunde von dem Königreiche Baiern. 1812
- Neueste Kunde von dem Königreiche Würtemberg. 1813
- Geographisches Statistisch-Topographisches Lexikon von Italien. Ulm 1812 (Digitalisat der Bayerischen Staatsbibliothek)
- Geographisches Statistisch-Topographisches Lexikon von Schwaben. 1. Auflage 1791–1797 (3 Bände) (Digitalisat der Bayerischen Staatsbibliothek); 2. Auflage 1800/1801 (2 Bände)
- Reisen durch das südliche Teutschland
- Geographisches Statistisch-Topographisches Lexikon von Ober-Sachsen und der Ober- und Nieder-Lausiz. 1800/1807 
  - Band 3, Ulm 1802 (Google Books).
- Geographie und Statistik Wirtembergs. 1787 (Digitalisat der Bayerischen Staatsbibliothek)
- Neu-Wirtemberg oder geographische und statistische Beschreibung. 1804